# ابراهیم محمدی فیروز
ابراهیم محمدی فیروز (زاده ۸ شهریور ۱۳۷۳، کرج) مبارز ترکیبی حرفه‌ای ایرانی‌تبار است. او در مسابقات یواف‌سی دستهٔ فوق‌ولتر وزن شرکت می‌کند.